# Gewichtheffen op de Paralympische Zomerspelen 1992
De IXe Paralympische Spelen werden in 1992 gehouden in het Spaanse Barcelona, waar dat jaar ook de Olympische Spelen werden gehouden. Dit was de laatste keer dat de Zomer- en de Winterspelen in hetzelfde jaar werden gehouden. Gewichtheffen was een van de 16 sporten die werden beoefend tijdens deze Paralympische Spelen. Het was de laatste keer dat het gewichtheffen op het programma stond. Voor Nederland en België waren er geen gewichtheffers naar Barcelona afgereisd voor de Paralympische Spelen.

## Evenementen
Er stonden vijf evenementen op het programma voor de Mannen.
- tot 52 kg
- tot 60 kg
- tot 75 kg
- tot 90 kg
- boven 90 kg

## Mannen
| Klasse      | gewicht | land | Goud               | land | Zilver             | land | Brons               |
| ----------- | ------- | ---- | ------------------ | ---- | ------------------ | ---- | ------------------- |
| tot 52 kg   | 195     | KOR  | Keum Jong Jung     | MAS  | Kon Fatt Cheok     | GBR  | Anthony Peddle      |
| tot 60 kg   | 175     | ISR  | Amos Ginosar       | FRA  | Dominique Hainault | MAS  | Mariappan Perumal   |
| tot 75 kg   | 192.5   | USA  | Charles Rodelbronn | FRA  | Jean Grandsire     | USA  | Gerald Millhouse    |
| tot 90 kg   | 227.5   | AUS  | Brian McNicholl    | ISR  | Abraham Strauch    | USA  | Mitchell Strickland |
| boven 90 kg | 252.5   | USA  | Kim Brownfield     | FRA  | Edmond Haddad      | KUW  | Fouad Kout          |

Atletiek · Bankdrukken · Basketbal · Boogschieten · Boccia · CP-voetbal · Gewichtheffen · Goalball · Judo · Schermen · Schietsport · Tafeltennis · Tennis · Volleybal · Wielersport · Zwemmen
Tokio 1964 ·
Tel Aviv 1968 ·
Heidelberg 1972 ·
Toronto 1976 ·
Arnhem 1980 ·
New York & Stoke Mandeville 1984 ·
Seoel 1988 ·
Barcelona 1992